# Lake Henry
Pour les articles homonymes, voir Henry.
Lake Henry est une ville américaine située dans le Comté de Stearns, dans le Minnesota. Selon le recensement de 2010, sa population est de 103 habitants.